# Принцесса на бобах
«Принцесса на бобах» — российско-украинская лирическая мелодрама 1997 года режиссёра Виллена Новака, являющаяся своего рода современной экранизацией известных сказок «Принцесса на горошине» и «Золушка». Фильм снят по заказу Министерства культуры и искусств Украины. Премьера состоялась 1 января 1998 года на телеканале «НТВ-Плюс Наше кино».

## Сюжет
Дмитрий — успешный «новый русский» бизнесмен, «внук лавочника», у которого всё есть, включая самолёт, но нет лишь престижной фамилии (как кажется на первый взгляд). Поэтому он решает поменять свою неблагозвучную фамилию Пупков при помощи фиктивного брака (на самом деле он давно мечтает встретить настоящую любовь: женщину бескорыстную и искреннюю). Его помощники находят нужный вариант: это женщина по имени Нина Шереметева. Теми же помощниками подстраивается случай, чтобы он знакомился с ней. Нина из знаменитого рода Шереметевых, ныне с трудом перебивающаяся на нескольких работах: ночью она посудомойка в ресторане, утром торгует в подземном переходе газетами, а днём моет в домах лестницы. Нина — оптимальный вариант, так как бедная женщина, обременённая двумя детьми, матерью-политактивисткой и бывшим мужем-тунеядцем, должна, по идее, согласиться за деньги на всё. Однако «купить» потомственную боярыню оказалось невозможно. Но герой фильма не отступает, а дело заканчивается настоящей любовью.

## В ролях
- Сергей Жигунов — Дмитрий Иванович Пупков, успешный «новый русский» бизнесмен, «внук лавочника»
- Елена Сафонова — Нина Николаевна Шереметева, посудомойка, не подозревающая о своём происхождении из знатного дворянского рода
- Александра Назарова — мать Нины
- Владимир Конкин — Константин, бывший муж Нины
- Владимир Ерёмин — Лев, компаньон Дмитрия
- Мамука Кикалейшвили — Георгий Степанович, директор ресторана
- Ольга Сумская — Лариса, бывшая жена Дмитрия
- Владислав Галкин — Владислав, водитель Дмитрия
- Ульяна Лаптева — Ирина, дочь Нины
- Руслана Писанка — Люся, посудомойка в ресторане, напарница Нины

## Съёмочная группа
- Автор сценария: Марина Мареева
- Режиссёр-постановщик: Виллен Новак
- Оператор-постановщик: Виктор Крутин
- Художник-постановщик: Валентин Гидулянов
- Композитор: Шандор Каллош
- Продюсеры: Сергей Жигунов, Александр Малыгин

## Награды
- Первое место на конкурсе сценариев «Надежда» (Ялтинский кинорынок, 1993);
- Диплом за лучшую актёрскую работу (Сафонова), диплом за лучшую режиссуру, приз официального спонсора (плёнка Кодак для печати копий) на КФ «Окно в Европу-97» (Выборг);
- Гран-при (приз зрительских симпатий) КФ «Виват кино России!-97» (Санкт-Петербург);
- Гран-при МКФ фильмов о любви в Варне-97 (Болгария);
- Приз за лучшую женскую роль (Сафонова) на МКФ «Золотой Орёл-97» (Батуми);
- Приз за лучшую женскую роль (Сафонова), за лучшую женскую роль второго плана (Назарова) на КФ «Созвездие-97»;
- Приз за лучший сценарий, приз за лучшую мужскую роль (Жигунов), приз за лучшую женскую роль (Сафонова) на Фестивале российского кино в Онфлёре-97;
- Номинация на премию «Золотой Овен» за 1997 год в категории «лучшая актриса» (Сафонова), «лучший продюсер» (Жигунов);
- Специальный приз актёрского конкурса премий российских деловых кругов «Кумир-99» (Сафонова);
- Специальный приз НТВ и НТВ-ПЛЮС на МКФ «Кинотавр».